# هامبتون (فلوريدا)
هامبتون (بالإنجليزية: Hampton)‏ هي مدينة أمريكية تقع في ولاية فلوريدا. تبلغ مساحة هذه المدينة 2.7 (كم²)،ويبلغ عدد سكانها 431 نسمة حسب إحصاء سنة 2010 م 431.تشير إحصاءات سنة 2000م بأن الكثافة السكانية في هذه المدينة تقدر بـ(159.6) نسمة/كم2 